# Liste der Nummer-eins-Hits in Portugal (2007)
Diese Liste enthält alle Nummer-eins-Hits in Portugal im Jahr 2007. Es gab in diesem Jahr 15 Nummer-eins-Alben.
| Alben |
| --- |
| - 4Taste – 4Taste - 3 Wochen (17. Dezember 2006 – 6. Januar 2007) - Tony Carreira – A vida que eu escolhi - 1 Woche (7. Januar – 13. Januar, insgesamt 4 Wochen) - André Sardet – Acústico - 1 Woche (14. Januar – 20. Januar) - Tony Carreira – A vida que eu escolhi - 2 Wochen (21. Januar – 3. Februar, insgesamt 4 Wochen) - Madonna – The Confessions Tour - 3 Wochen (4. Februar – 24. Februar) - Tony Carreira – A vida que eu escolhi - 1 Woche (25. Februar – 3. März, insgesamt 4 Wochen) - José Afonso – José Afonso - 5 Wochen (4. März – 7. April, insgesamt 12 Wochen) - Da Weasel – Amor, escarnio e maldizer - 2 Wochen (8. April – 22. April) - José Afonso – José Afonso - 7 Wochen (23. April – 10. Juni, insgesamt 12 Wochen) - Flor – Floribella 2 - 3 Wochen (11. Juni – 1. Juli, insgesamt 5 Wochen) - Pedro Abrunhosa – Luz - 1 Woche (2. Juli – 8. Juli) - Flor – Floribella 2 - 2 Wochen (9. Juli – 22. Juli, insgesamt 5 Wochen) - Avô Cantigas – Fantasminha brincalhão - 5 Wochen (23. Juli – 26. August) - Mafalda Veiga & João Pedro Pais – Lado a lado - 1 Woche (27. August – 2. September) - Chiquititas – Chiquititas 2007 - 6 Wochen (3. September – 14. Oktober, insgesamt 7 Wochen) - David Fonseca – Dreams in Colour - 1 Woche (15. Oktober – 21. Oktober) - Chiquititas – Chiquititas 2007 - 1 Woche (22. Oktober – 28. Oktober, insgesamt 7 Wochen) - Mariza – Concerto em Lisboa - 1 Woche (29. Oktober – 4. November) - Jorge Palma – Voo nocturno - 4 Wochen (5. November – 1. Dezember) - Just Girls – Just Girls - 11 Wochen (2. Dezember 2007 – 16. Februar 2008) |